# فهرست شهرستان‌های کلرادو
در زیر فهرست شهرستان‌های کلرادو (انگلیسی: List of counties in Colorado) آمده است:
- شهرستان آدامز (۴۴۱٫۶۰۳ نفر)
- شهرستان آلاموسا (۱۵٫۴۴۵ نفر)
- شهرستان آرپهوو (۵۷۲٫۰۰۳ نفر)
- شهرستان آرچولتا (۱۲٫۰۸۴ نفر)
- شهرستان باکا (3.788 نفر)
- شهرستان بنت (۶٫۴۹۹ نفر)
- شهرستان بولدر (۲۹۴٫۵۶۷ نفر)
- شهرستان برومفیلد (۵۵٫۸۸۹ نفر)
- شهرستان چافی (۱۷٫۸۰۹ نفر)
- شهرستان شاین (۱٫۸۳۶ نفر)
- شهرستان کلیر کریک (۹٫۰۸۸ نفر)
- Conejos County (۸٫۲۵۶ نفر)
- شهرستان کوستیا (۳٫۵۲۴ نفر)
- شهرستان کراولی (۵٫۸۲۳ نفر)
- شهرستان کاستر (۴٫۲۵۵ نفر)
- شهرستان دلتا (۳۰٫۹۵۲ نفر)
- دنور (۶۰۰٫۱۵۸ نفر)
- شهرستان دولورس (۲٫۰۶۴ نفر)
- شهرستان داگلاس (۲۸۵٫۴۶۵ نفر)
- شهرستان ایگل (۵۲٫۱۹۷ نفر)
- شهرستان ال پاسو (۶۲۲٫۲۶۳ نفر)
- شهرستان البرت (۲۳٫۰۸۶ نفر)
- شهرستان فرمونت (۴۶٫۸۲۴ نفر)
- شهرستان گارفیلد (۵۶٫۳۸۹ نفر)
- شهرستان گیلپین (۵٫۴۴۱ نفر)
- شهرستان گرند (۱۴٫۸۴۳ نفر)
- شهرستان گانیسون (۱۵٫۳۲۴ نفر)
- شهرستان هینزدیل (۸۴۳ نفر)
- Huerfano County (6.711 نفر)
- شهرستان جکسون (۱٫۳۹۴ نفر)
- شهرستان جفرسون (۵۳۴٫۵۴۳ نفر)
- شهرستان کیووا (۱٫۳۹۸ نفر)
- شهرستان کیت کارسون (۸٫۲۷۰ نفر)
- شهرستان لا پلاتا (۵۱٫۳۳۴ نفر)
- شهرستان لیک (۷٫۳۱۰ نفر)
- Larimer County (299.630 نفر)
- شهرستان لاس انیماس (۱۵٫۵۰۷ نفر)
- شهرستان لینکلن (۵٫۴۶۷ نفر)
- شهرستان لوگان (۲۲٫۷۰۹ نفر)
- شهرستان میسا (۱۴۶٫۷۲۳ نفر)
- شهرستان مینرال (۷۱۲ نفر)
- شهرستان موفات (۱۳٫۷۹۵ نفر)
- شهرستان مانتزوما (۲۵٫۵۳۵ نفر)
- شهرستان مانتزووز (۴۱٫۲۷۶ نفر)
- شهرستان مورگان (۲۸٫۱۵۹ نفر)
- شهرستان آترو (۱۸٫۸۳۱ نفر)
- شهرستان اورای (۴٫۴۳۶ نفر)
- شهرستان پارک (۱۶٫۲۰۶ نفر)
- شهرستان فیلیپس (۴٫۴۴۲ نفر)
- شهرستان پیکتین (۱۷٫۱۴۸ نفر)
- شهرستان پروورز (۱۲٫۵۵۱ نفر)
- شهرستان پوبلوو (۱۵۹٫۰۶۳ نفر)
- شهرستان ریو بلانکو (۶٫۶۶۶ نفر)
- شهرستان ریو گریند (۱۱٫۹۸۲ نفر)
- شهرستان روت (۲۳٫۵۰۹ نفر)
- شهرستان سگوایچ (۶٫۱۰۸ نفر)
- شهرستان سن خوان (۶۹۹ نفر)
- شهرستان سن میگل (۷٫۳۵۹ نفر)
- شهرستان سجویک (۲٫۳۷۹ نفر)
- شهرستان سامیت (۲۷٫۹۹۴ نفر)
- شهرستان تلر (۲۳٫۳۵۰ نفر)
- شهرستان واشینگتن (۴٫۸۱۴ نفر)
- شهرستان ولد (۲۵۲٫۸۲۵ نفر)
- شهرستان یوما (۱۰٫۰۴۳ نفر)